# Datu Salibo
Datu Salibo is een gemeente in de Filipijnse provincie Maguindanao op het eiland Mindanao. Bij de laatste census in 2007 bestond deze gemeente nog niet.

## Geschiedenis
Datu Salibo is in 2009 ontstaan als afsplitsing van de gemeenten Datu Piang en Datu Saudi-Ampatuan. De vorming van deze nieuwe gemeente werd op 30 juli 2009 bekrachtigd middels een volksraadpleging.

## Bestuurlijke indeling
Datu Salibo is onderverdeeld in de volgende 17 barangays:
| - Alonganan - Andavit - Balanakan - Buayan - Butilen - Dado - Damabalas - Duaminanga - Kalipapa | - Liong - Magaslong - Masigay - Pagatin - Pandi - Penditen - Sambulawan - Tee |

Ampatuan · Barira · Buldon · Buluan · Cotabato City · Datu Abdullah Sangki · Datu Anggal Midtimbang · Datu Blah T. Sinsuat · Datu Hoffer Ampatuan · Datu Odin Sinsuat · Datu Paglas · Datu Piang · Datu Salibo · Datu Saudi-Ampatuan · Datu Unsay · Gen. S.K. Pendatun · Guindulungan · Kabuntalan · Mamasapano · Mangudadatu · Matanog · Northern Kabuntalan · Pagagawan · Pagalungan · Paglat · Pandag · Parang · Rajah Buayan · Shariff Aguak · Shariff Saydona Mustapha · South Upi · Sultan Kudarat · Sultan Mastura · Sultan sa Barongis · Talayan · Talitay · Upi